# Підгірне (Чернігівський район)
Підгі́рне — село в Україні, у Іванівській сільській громаді Чернігівського району Чернігівської області. До 2020 року підпорядковане Пісківській сільській раді.

## Історія
12 червня 2020 року, відповідно до розпорядження Кабінету Міністрів України № 730-р «Про визначення адміністративних центрів та затвердження територій територіальних громад Чернігівської області», увійшло до складу Іванівської сільської громади.
17 липня 2020 року, в результаті адміністративно - територіальної реформи та ліквідації колишнього Чернігівського району, село увійшло до складу новоутвореного Чернігівського району Чернігівської області.

## Транспорт
До села 3 рази на день їздить маршрутка з Чернігова.

## Галерея

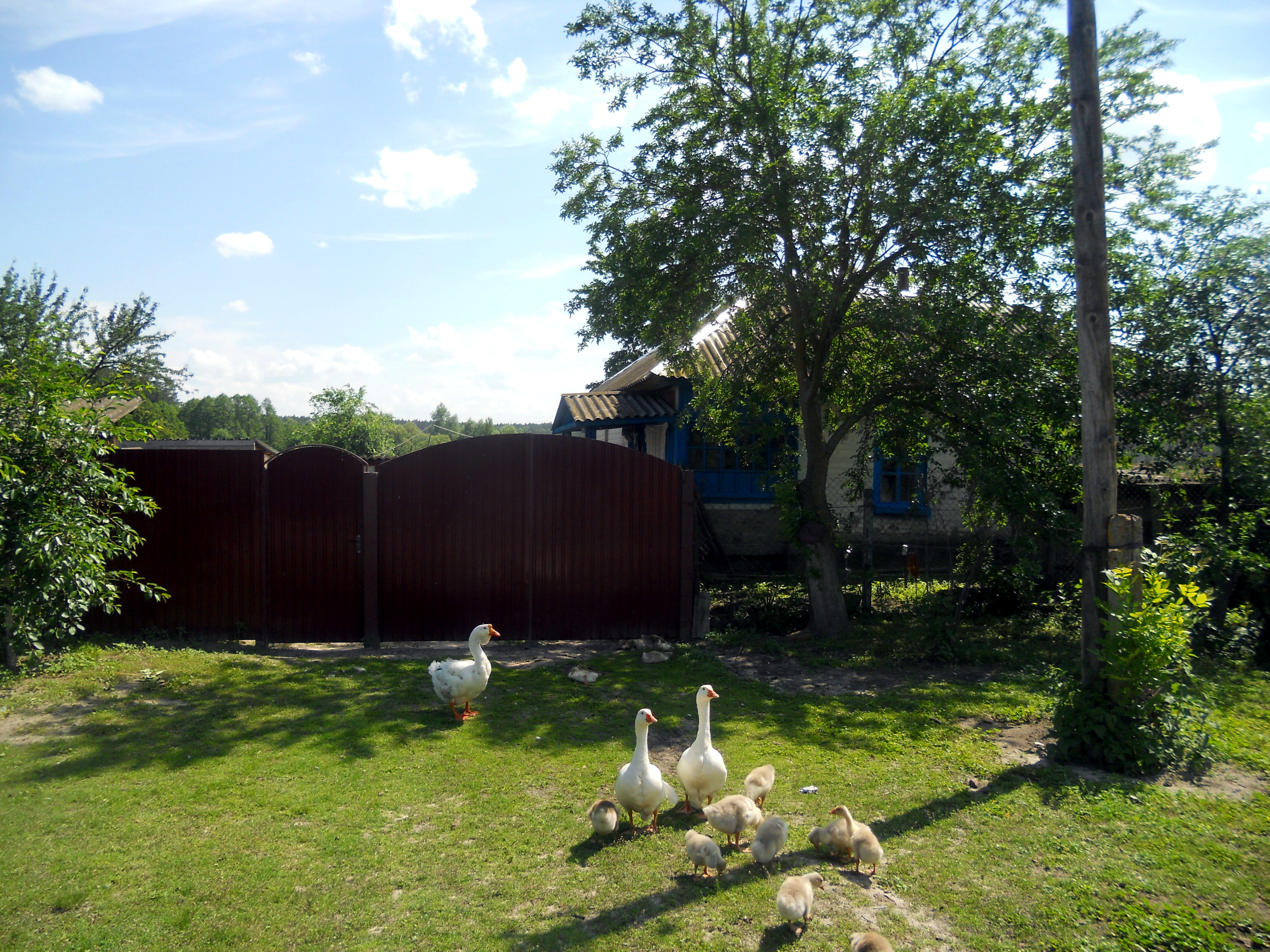
Гусі
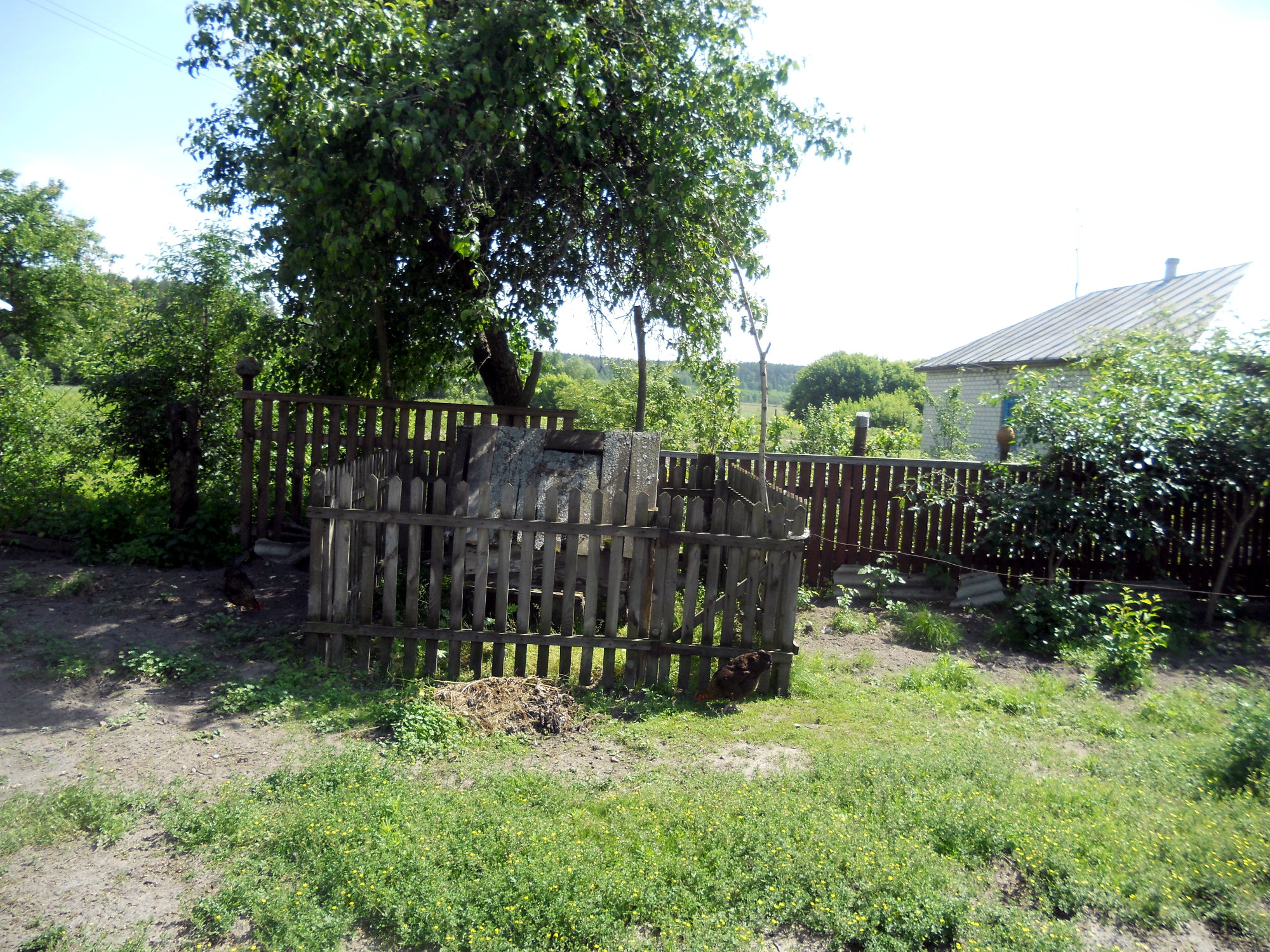
Криниця
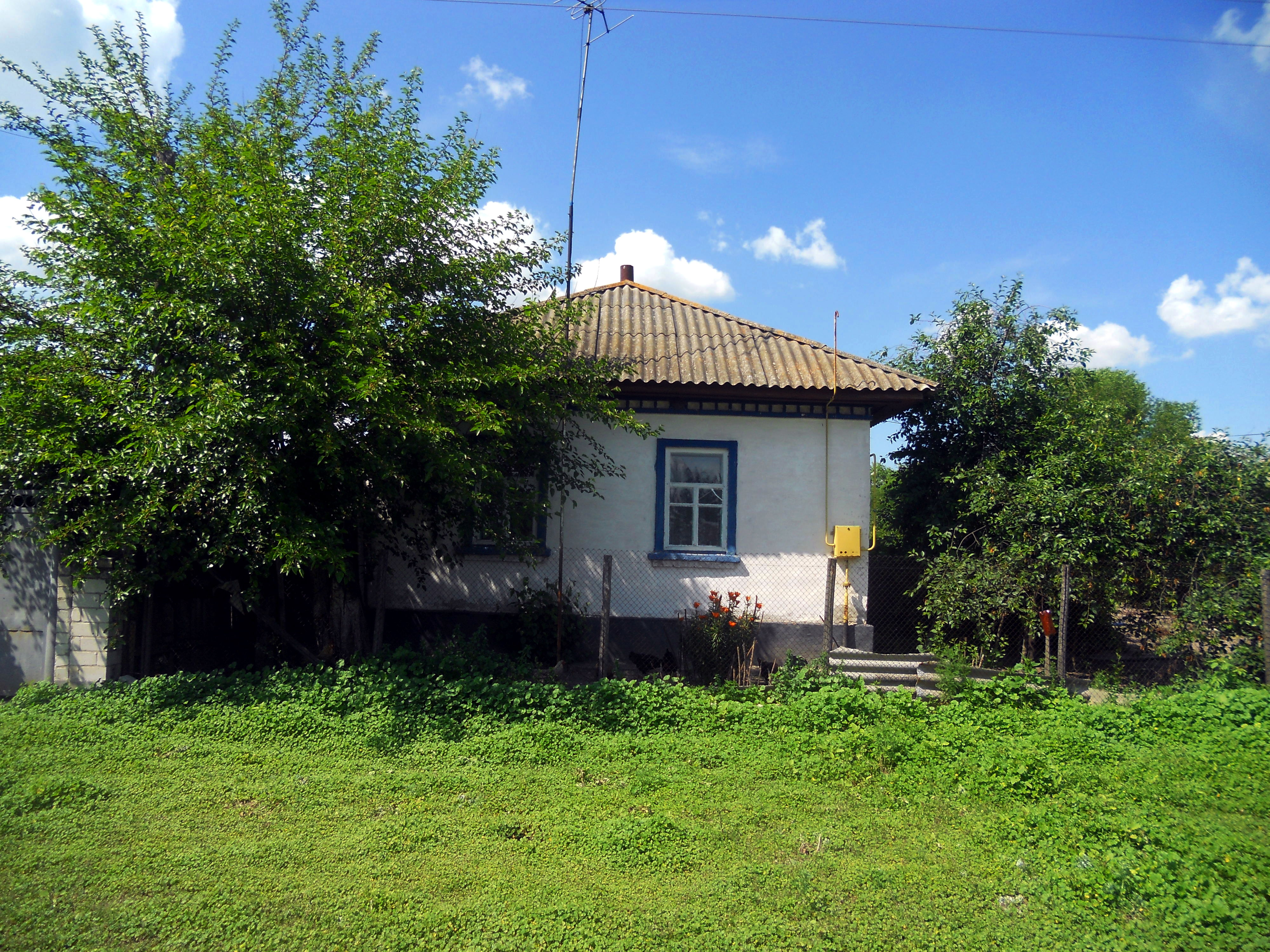
Одна з типових хат
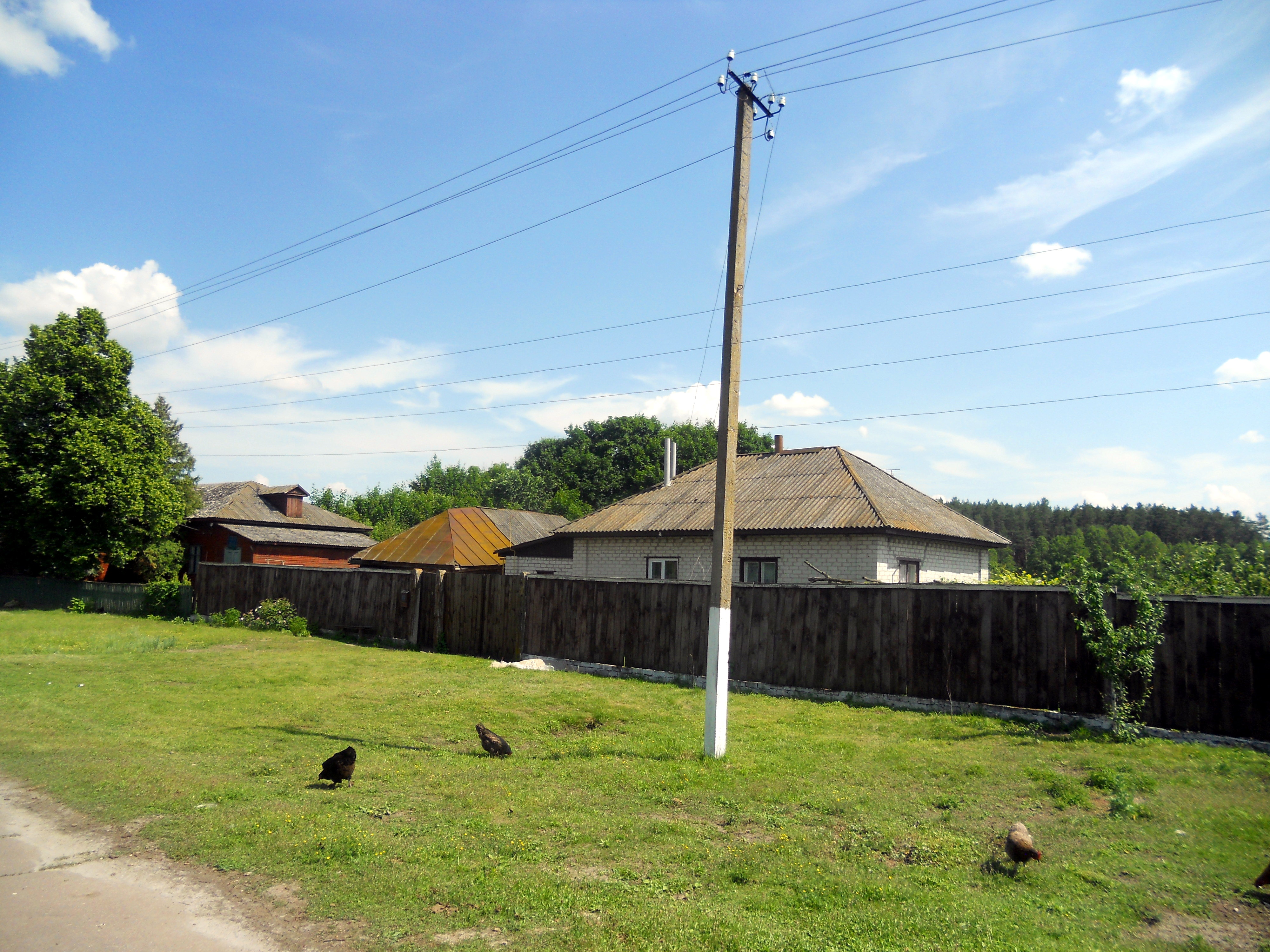
Вулиця Староніженська
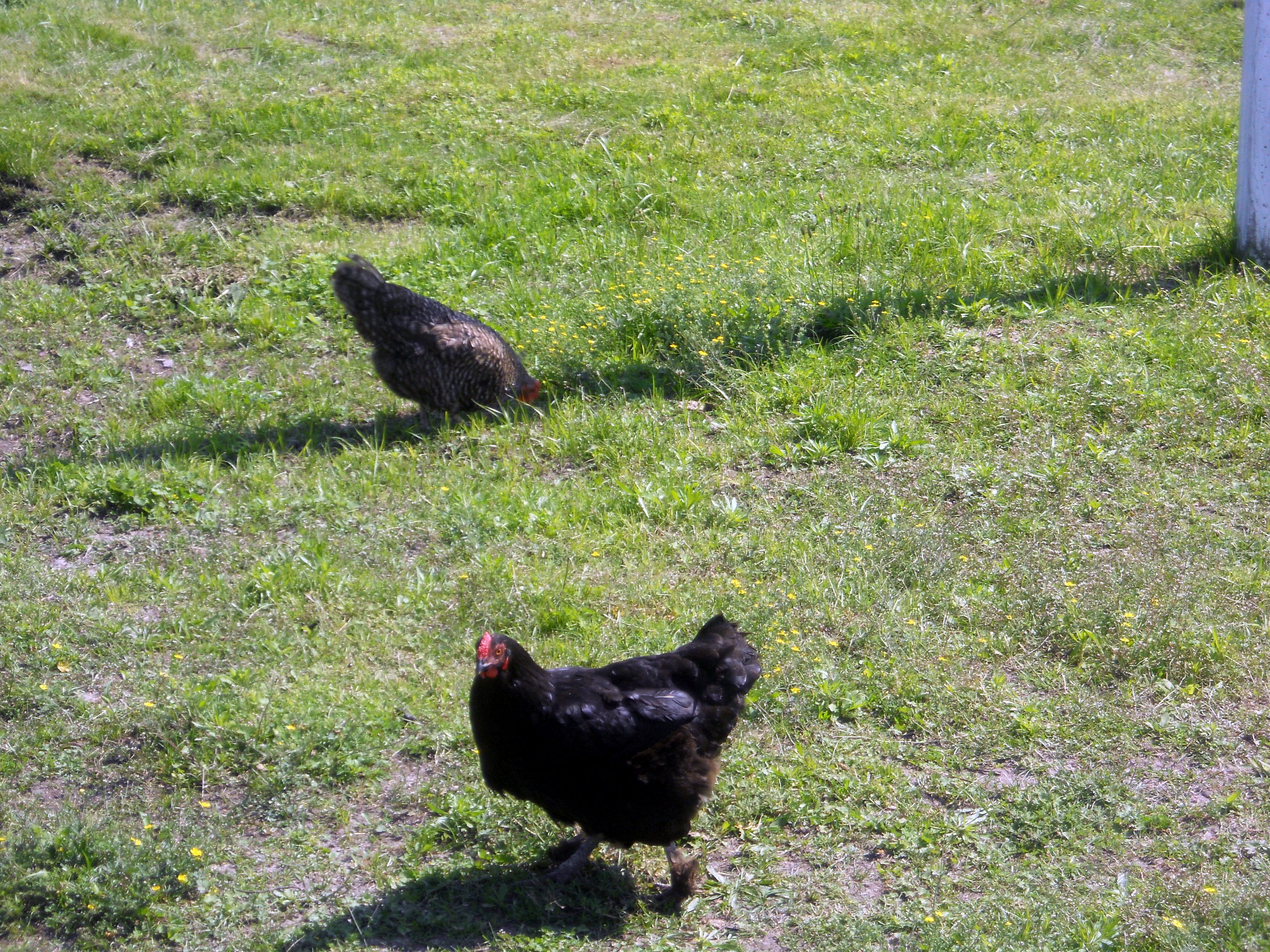
Курі чорної породи
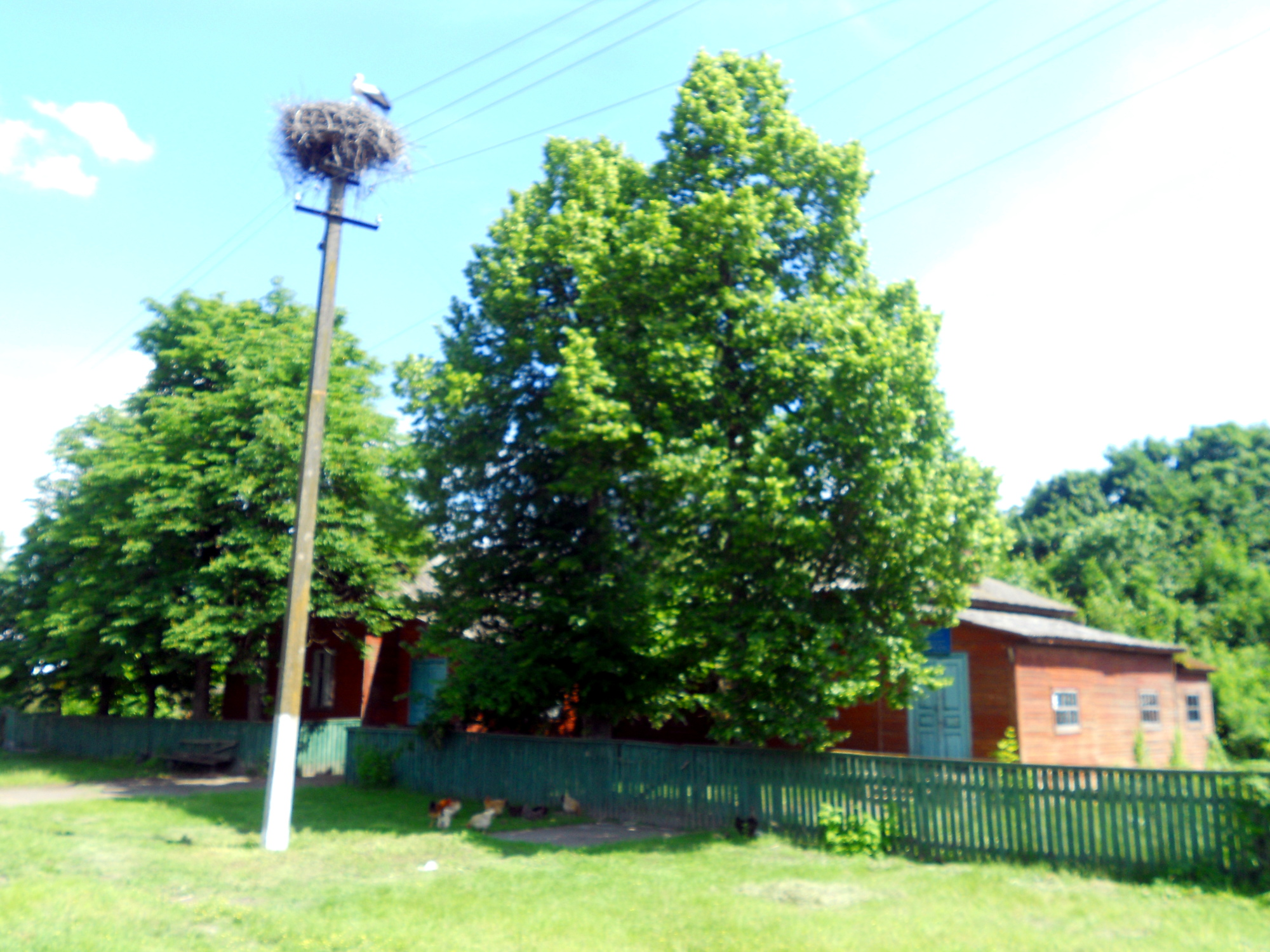
Підгірнянська сільська бібліотека
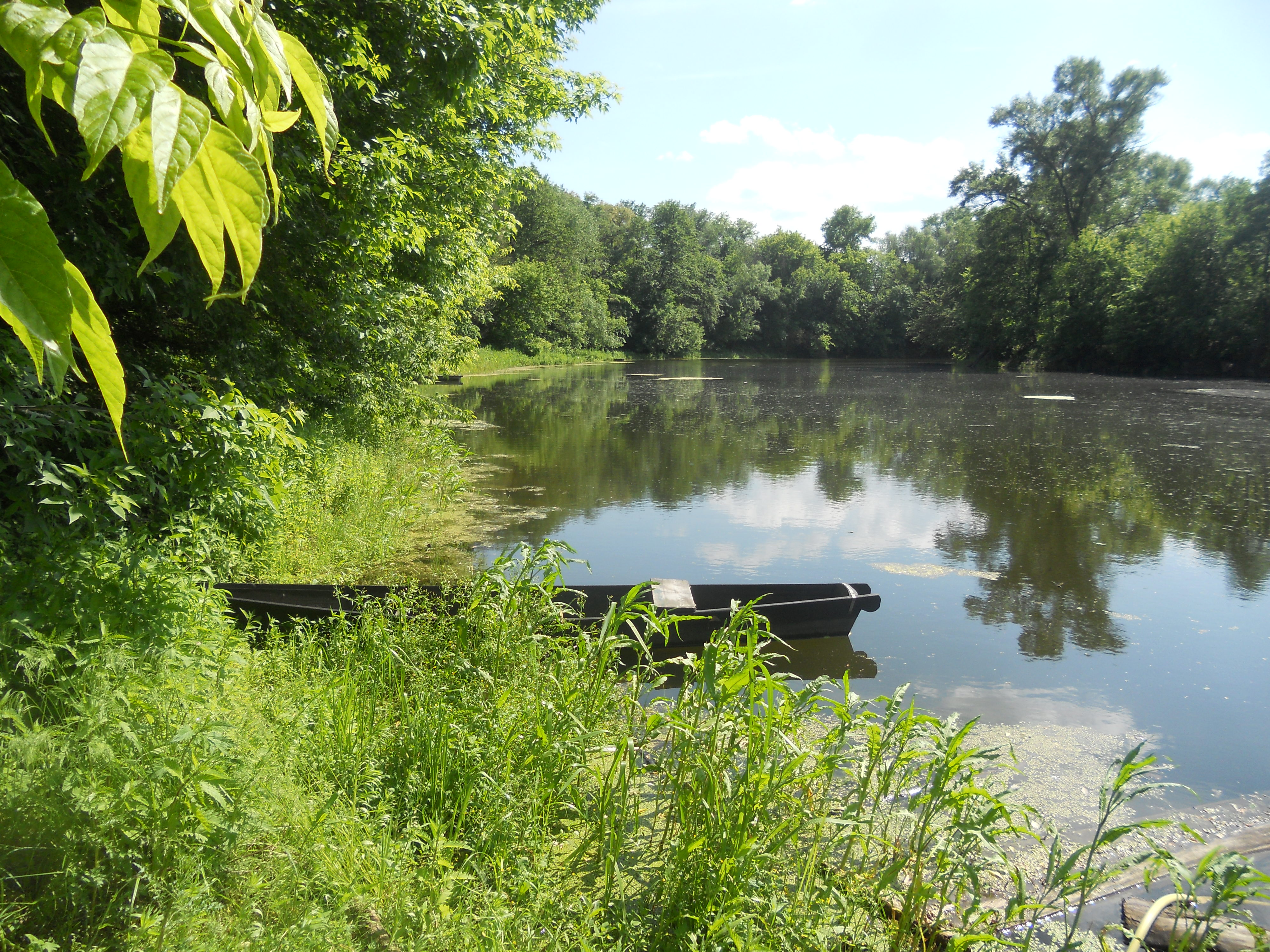
Болотиста річка Угор
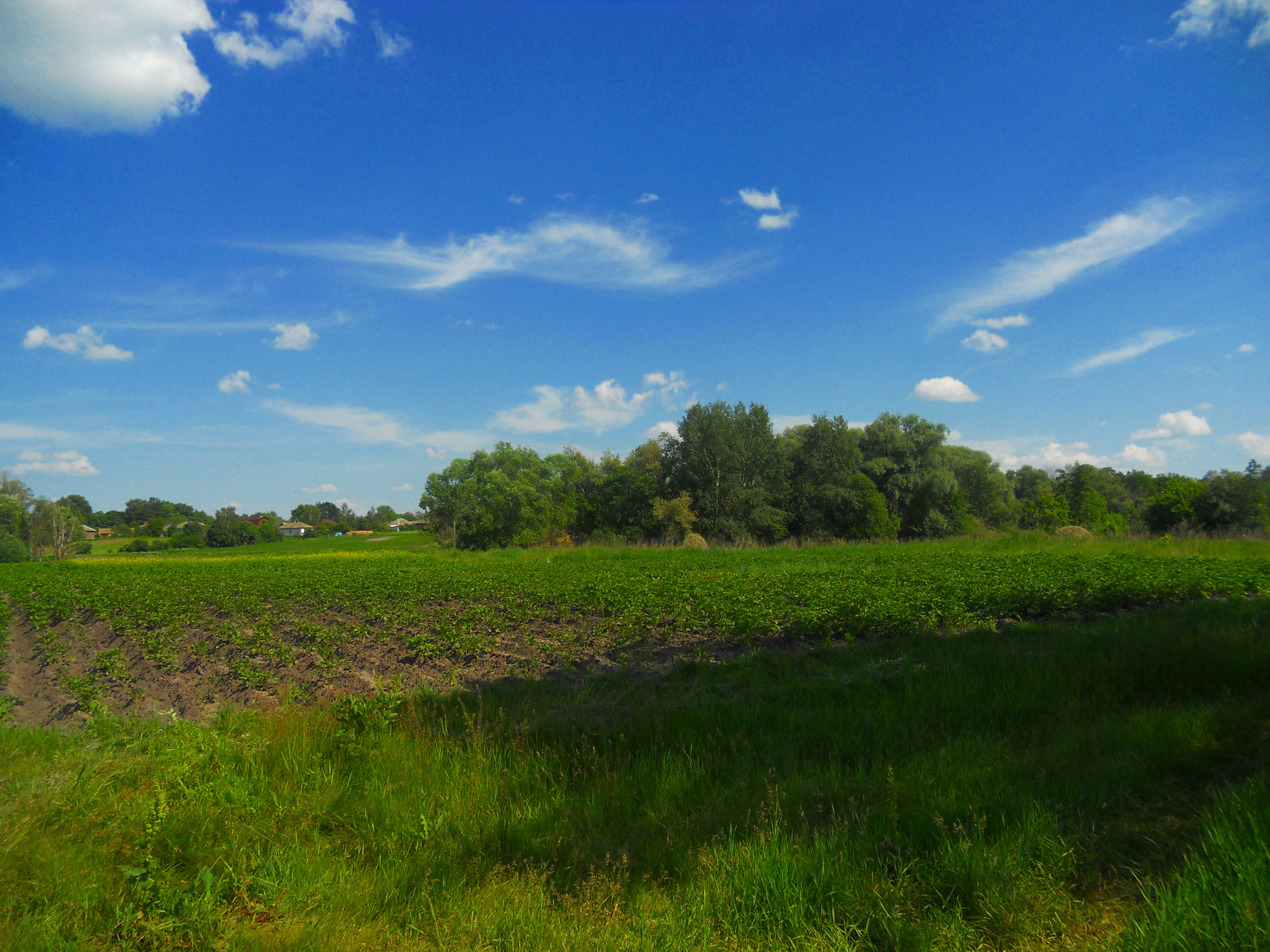
Городи на краю села біля річки Угор
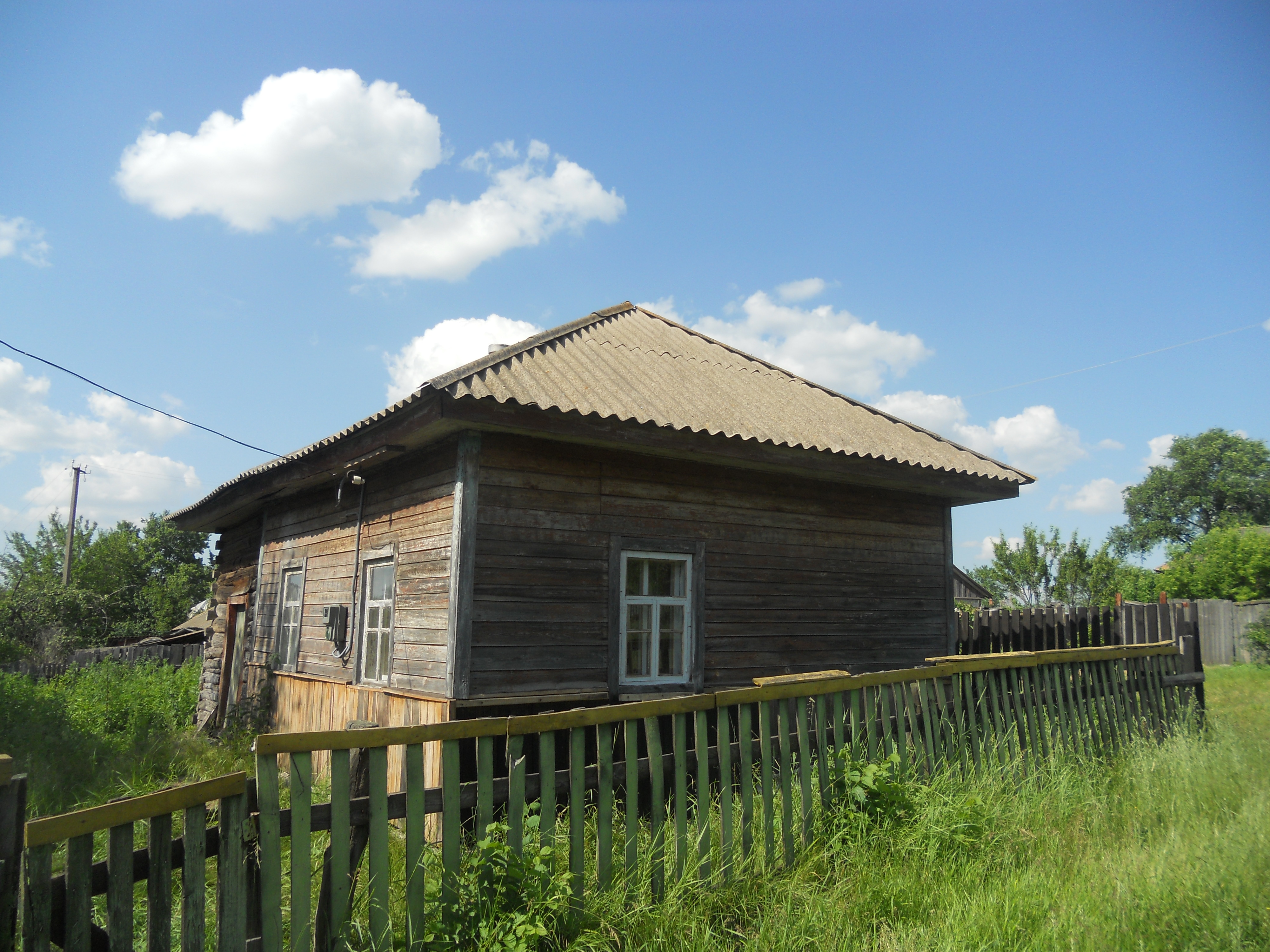
Дерев’яна хата
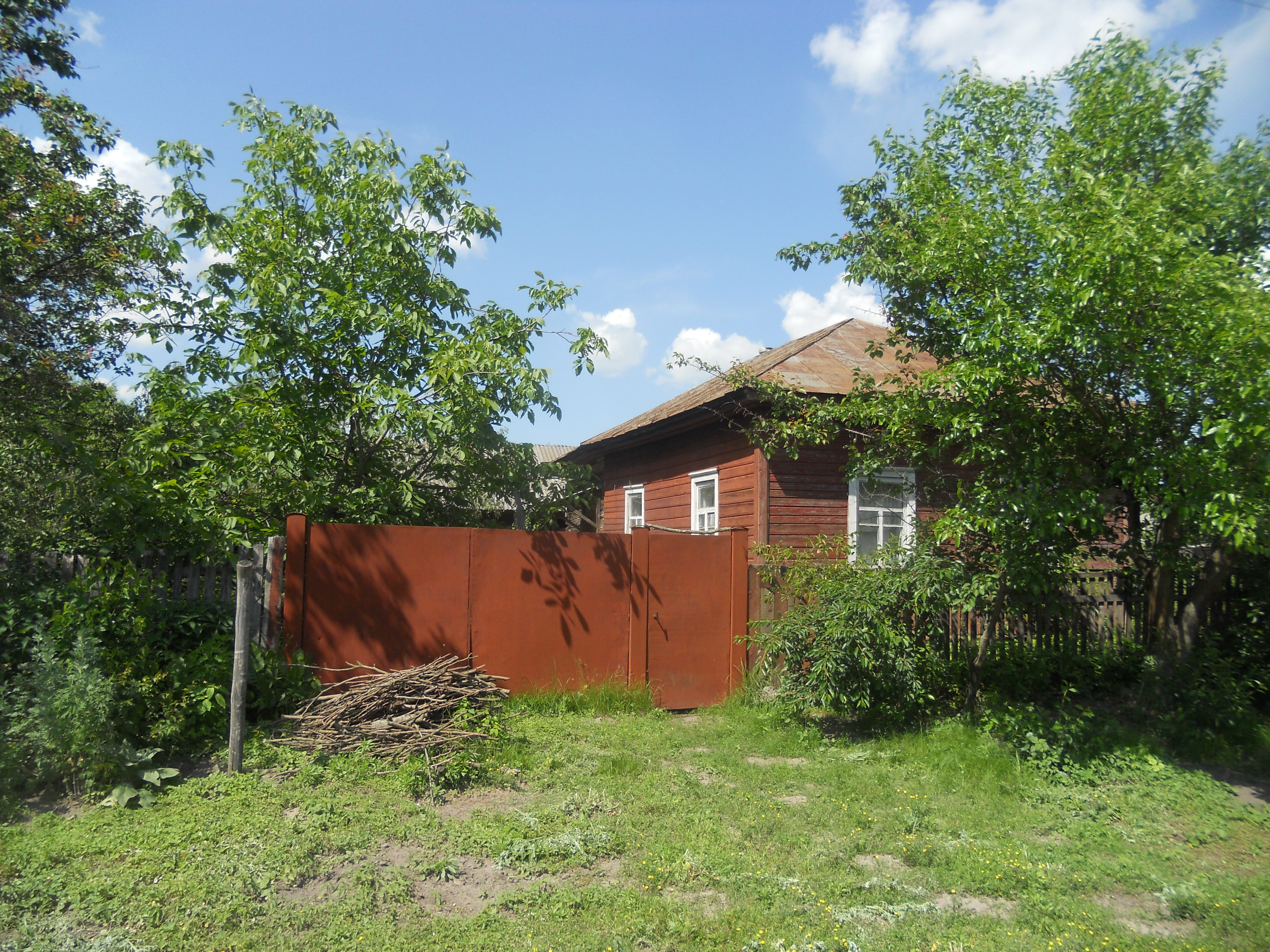
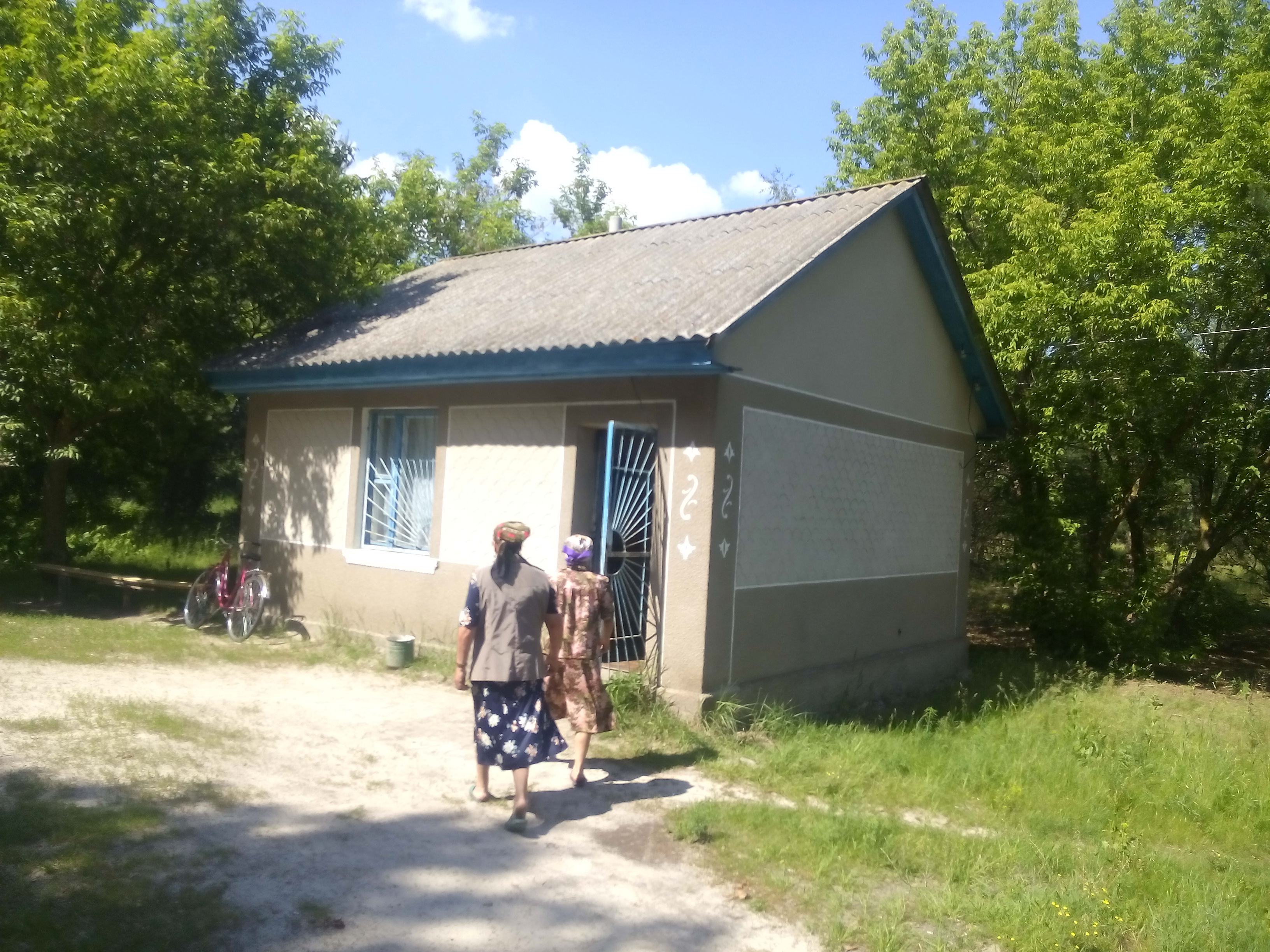
Магазин
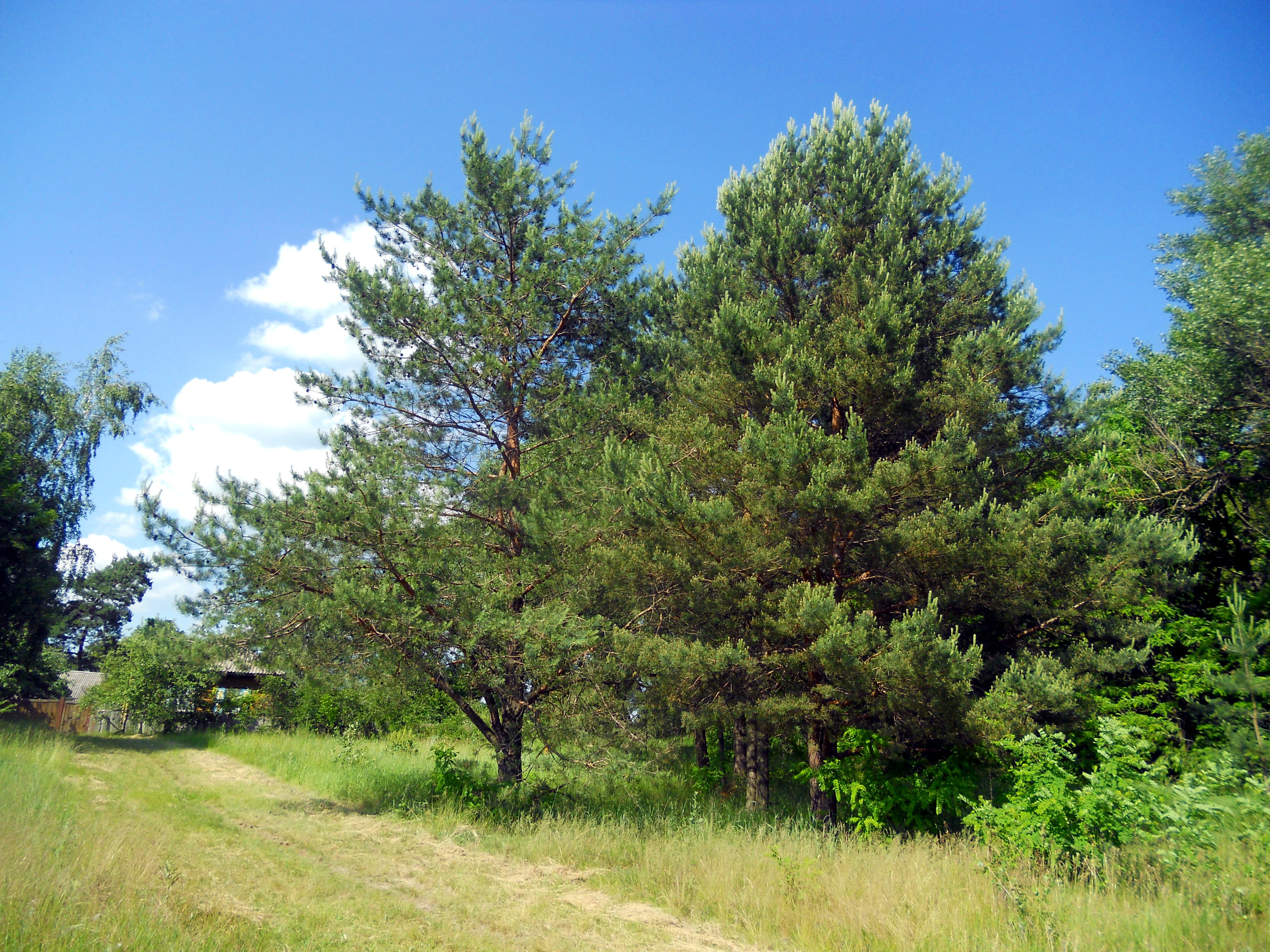
Ліс
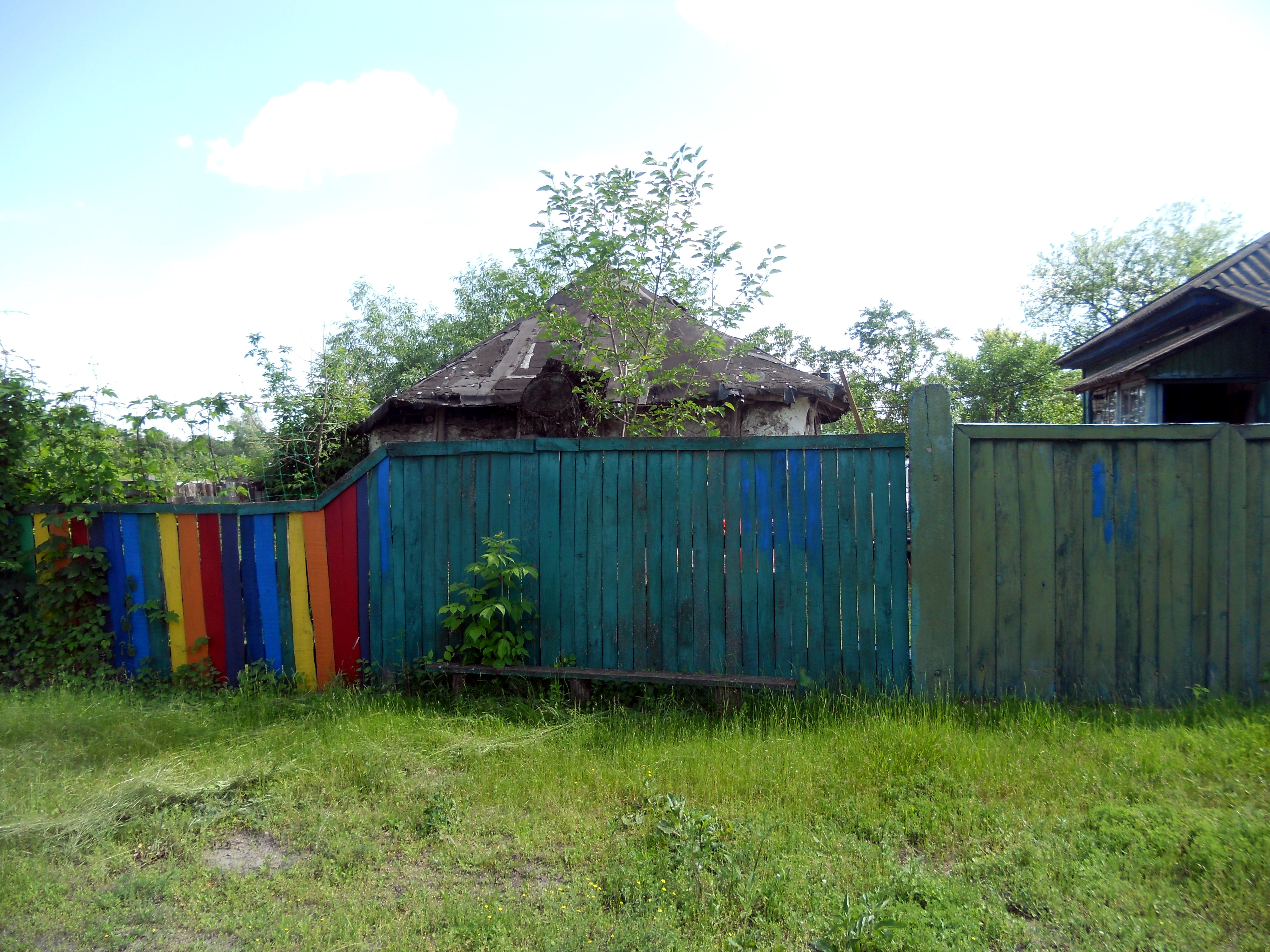